# 洛根鎮區 (堪薩斯州第開特縣)
洛根鎮區（英語：Logan Township）為美國堪薩斯州第開特縣轄下的鎮區。2010年美国人口普查中此鎮區人口有33人。

## 地理
洛根鎮區涵蓋總面積為92.7平方（35.79平方英里），其中陸地面積為92.7平方（35.79平方英里），水域面積為0平方（0.00平方英里）或0.00%。海拔高度850（2,790英尺）。

## 人口統計
根據2010年美國人口普查，洛根鎮區人口有33人，其中男性有19人，女性有14人，人口密度為每平方公里0.36人，住房計24戶。鎮區內的白人有33人，非裔美國人有0人，美洲原住民有0人，亞裔美國人有0人，太平洋島裔美國人有0人，其他種族有0人，混血種族則有0人。此外鎮區內有0人為西班牙裔或拉丁裔美國人。此鎮區之年齡中位數為50.8歲，而男性年齡中位數為50.8歲，女性年齡中位數為49.0歲。

## 交通

### 主要公路
- 36號美國國道